# Guillaume de Marcillat

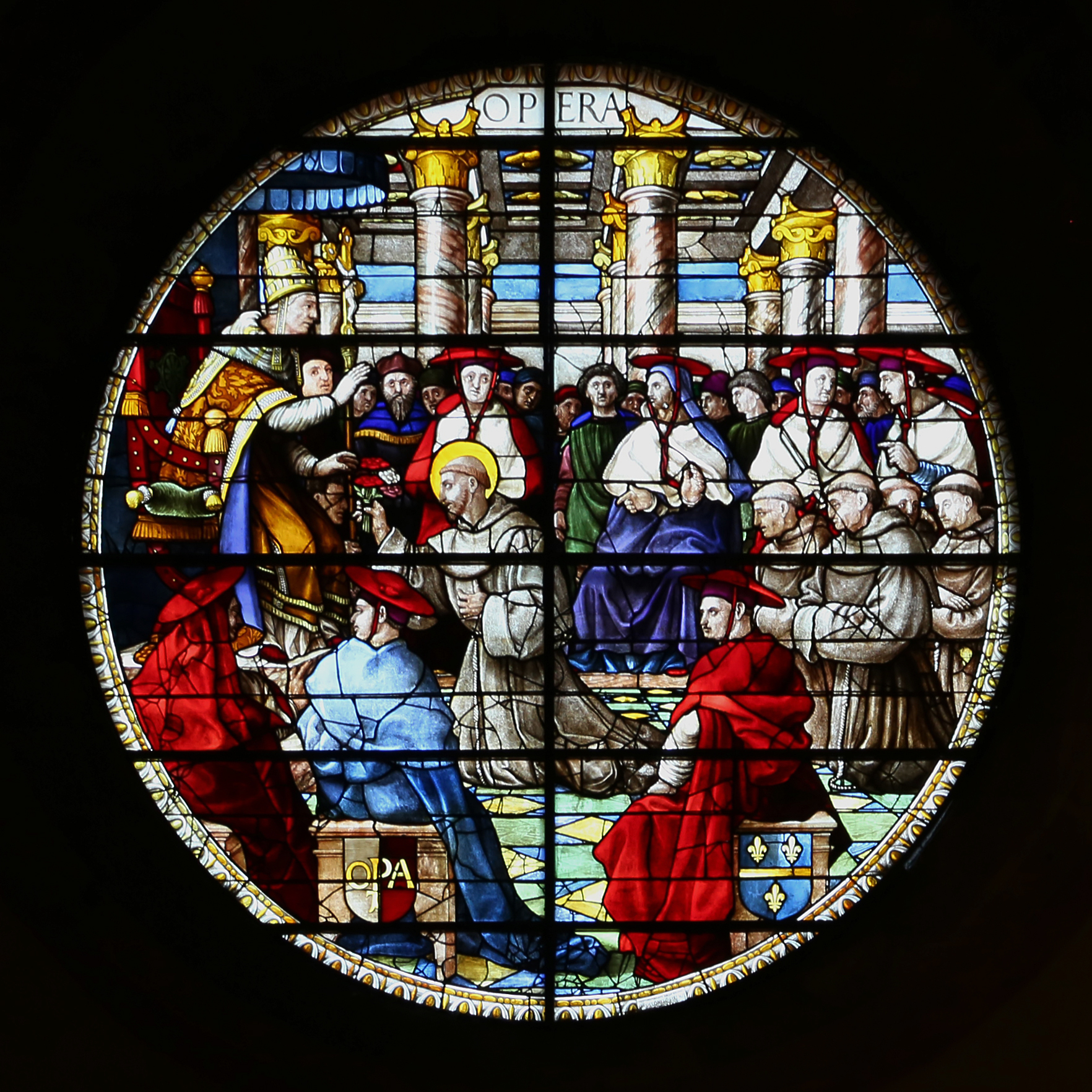
Rosetón de la Basílica de San Francisco en Arezzo, de Guillaume de Marcillat.

Guillaume de Marcillat (La Châtre c. 1470-Arezzo, 1529) fue un pintor y artista de vitrales francés que nació en La Châtre. 
Se encontraba en Roma hacia el año 1509, donde trabajó para los papas Julio II y León X en el Vaticano y Santa Maria del Popolo, iglesia que conserva sus obras más antiguas conocidas: dos vitrales del coro que representan cada seis escenas de las 
Historias de Cristo y María (1509). En 1515 fue reclamado por el cardenal Silvio Passerini en Cortona, donde estableció un taller que produjo vidrieras para varias iglesias de la ciudad. Hacia 1519 se encontraba en Arezzo, donde hizo vidrieras para la catedral y la Basílica de San Francisco. También pintó unos frescos sobre temas bíblicos en la bóveda de la Catedral de Arezzo. Murió en esta ciudad el año 1529.